# Mamo fa il broncio
Mamo fa il broncio (Spinky Sulks) è un romanzo di William Steig pubblicato nel 1988. La prima edizione italiana fu nel 1992.